# Louis d’Arpajon

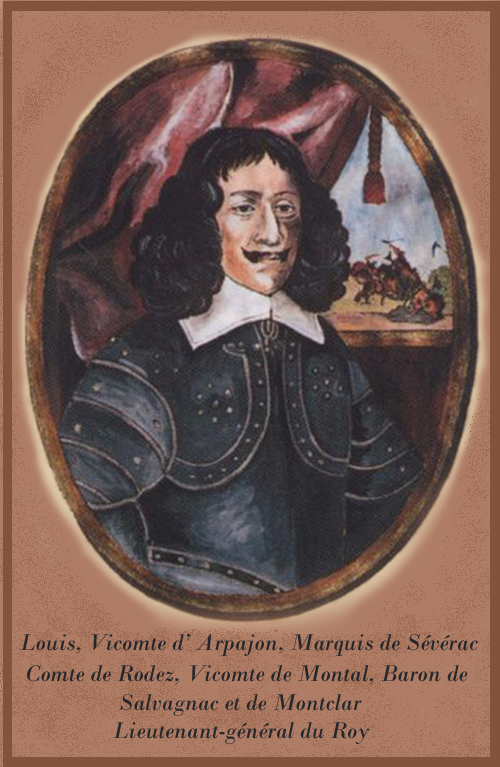
Der Herzog von Arpajon

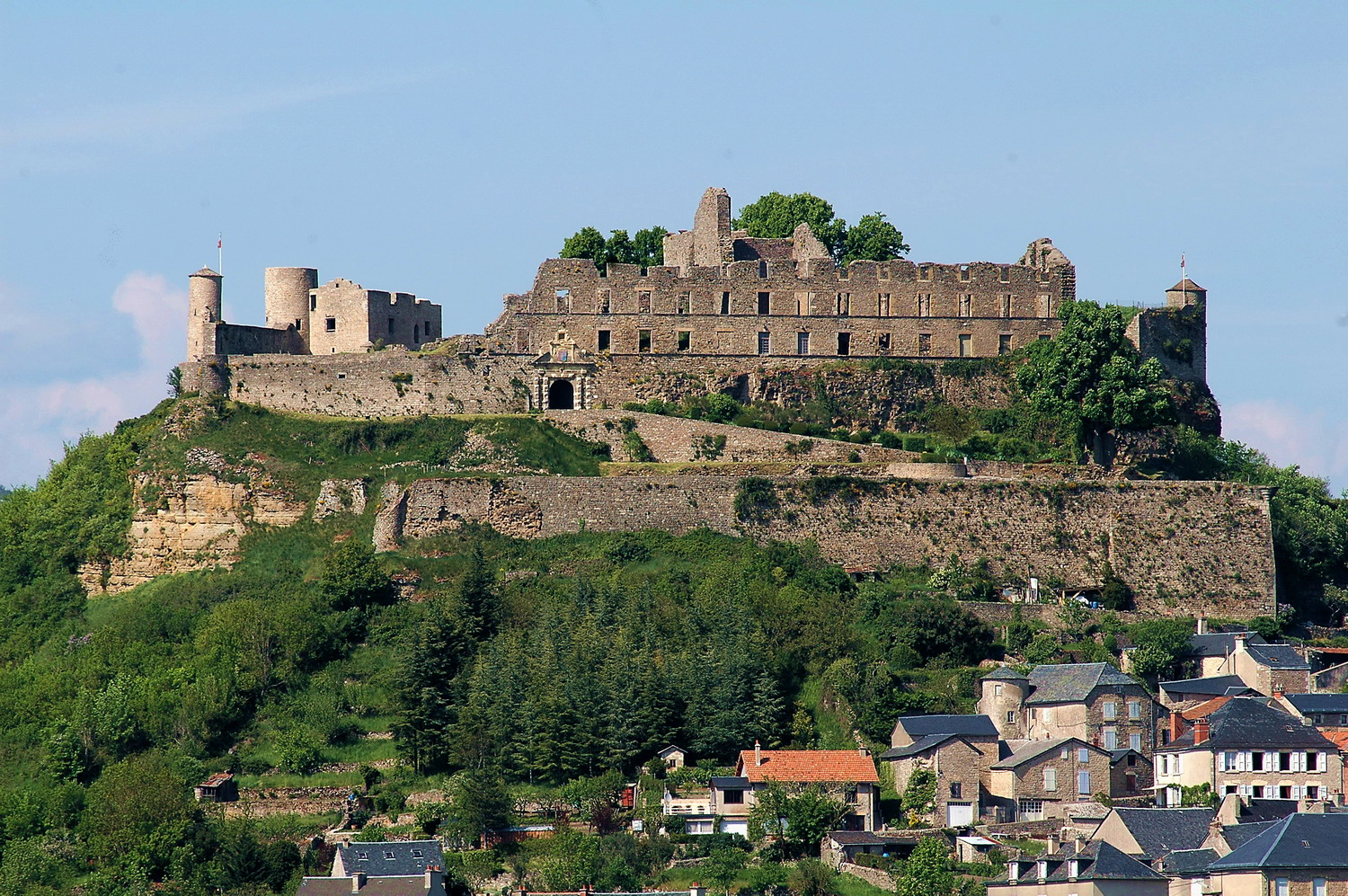
Schloss Sévérac

Louis, duc d’Arpajon (* vor 1601; † April 1679 in Sévérac), Marquis de Sévérac, Comte de Rodez, Vicomte de Montal, Baron de Salvagnac, de Montclar und anderer Orte war ein Heerführer unter Ludwig XIII. Er spielte eine große Rolle im Unterfangen die südwestlichen Provinzen (Languedoc und Guyenne) zum Katholizismus zurückzuführen. Seine militärische Karriere fußte auf dem Dreißigjährigen Krieg, an dem er im Rheinland und in der Franche-Comté teilnahm, sowie im Kampf gegen die Hugenotten und die Türken auf Malta 1645.
Er beendete seine Karriere als französischer Botschafter in Polen. Als besonderen Gunstbeweis erhob Ludwig XIV. die Grafschaft von Arpajon zu einem Herzogtum mit verbundener Pairswürde.

## Leben
Er war der Sohn des Comte Jean V. d’Arpajon, Sénéchal de Rouergue, und der Jacquette de Clermont, die beide zum Calvinismus übergetreten waren, wurde jedoch im katholischen Glauben unterwiesen, nachdem seine Eltern zu diesem zurückgekehrt waren.
Louis d’Arpajon kämpfte im Mantuanischen Erbfolgekrieg und machte sich einen Namen in den Kämpfen bei Felissant, Montferrat und im Piemont, wo er insgesamt neunmal verwundet wurde. Im Jahre 1621 stellte er für die Belagerung von Montauban ein Infanterieregiment (Régiment d’ infanterie d’ Arpajon) auf, welches dann 1656 den Namen „Régiment Royal“ erhielt und das bis zum Juli 1997 als „24e régiment d’infanterie“ bestand.
Aus eigener Initiative diente er bei der Belagerung von Tonneins und wurde dafür 1626 zum Maréchal de camp befördert. Er besiegte Castan, was die Hoffnung der Hugenotten auf die Rückgewinnung des Languedoc zunichtemachte.
Im Jahr 1633 wurde d’Arpajon Chevalier (Ritter) des Ordens vom heiligen Geist.
Als Karl. IV. von Lothringen 1635 vergeblich versuchte, sein Herzogtum zurückzuerobern, marschierten die Truppen von Ludwig XIII. nach Nancy und besetzten das Herzogtum Lothringen. Die Verbände des Louis d’Arpajon fielen in Barrois ein. Der Herzog von Lothringen flüchtete daraufhin nach Deutschland und König Ludwig XIII. ließ die Herzogin Nicole de Lorraine am 24. April 1634 nach Fontainebleau überstellen, wo sie nominell als Gast, in Wirklichkeit jedoch als Geisel untergebracht wurde.
Im Jahr 1637 wurde d’Arpajon zum Lieutenant-général ernannt und war an der Eroberung der Franche-Comté und am Angriff auf Trier beteiligt. Im Artois schlug er am 26. Juli 1641 unter den Mauern von Saint-Omer eine Schlacht gegen spanische Kavallerie (Eroberung von d’Aire-sur-la-Lys); im Winter überrumpelte er Lunéville.
Der Aufstand von Roussillon 1641 führte zu seiner Abberufung in den Süden, wo er die Rebellen bei Les Salces und Elne schlagen konnte. 1642 unterwarf er schließlich noch die Guyenne, verbunden mit der Grenzsicherung gegen Spanien.
Im Jahr 1645 fühlte er sich verpflichtet, einem Hilferuf der Herren von Malta nachzukommen, die einen starken türkischen Angriff erwarteten. In Würdigung seiner Verdienste wurde ihm dann von den Großmeistern des Ordens vom heiligen Johannes zu Jerusalem und dem Großmeister des souveränen Malteserordens (Jean-Paul Lascaris) das erbliche Großkreuz des Malteserordens verliehen.
Zurück in Frankreich, wurde er vom König zum außerordentlichen Botschafter in Polen bei König Władysław IV. Wasa ernannt. Hier befürwortete er auch die Wahl dessen Nachfolgers Johann II. Kasimir.
König Ludwig XIV. belohnte ihn schließlich 1651 für seine Dienste während der Aufstände in der Fronde mit dem Herzogstitel.
Louis d’Arpajon frequentierte die literarischen Zirkel von Cyrano de Bergerac und der Mademoiselle de Scudéry.
Er inspirierte den Schriftsteller Robert Merle zu seinem Darsteller Pierre de Siorac in seiner Romanserie Fortune de France (ISBN 3-7466-1213-6).

### Familie
- Vater: Jean V. d’Arpajon
- Mutter: Jacquette de Castelnau de Clermont-Lodève († 1634)
- 1. Ehefrau: Gloriande de Thémines (* 1622; † 1635)
- 2. Ehefrau: Marie de Simiane (1637 im Schlaf gestorben)
- 3. Ehefrau: Catherine d’Harcourt
- Nachkommen: Catherine-Françoise ⚭ François V. de la Rochefoucauld

- Geschwister:

Henri d’Arpajon
Jean d’Arpajon
Alexandre d’Arpajon
Aldonce d’Arpajon (Äbtissin) † 1673
Marie Louise d’Arpajon ⚭ 1623 Hugues de Loubens
Rose d’Arpajon ⚭ Charles d’Arpajon